# Friktionsmotor

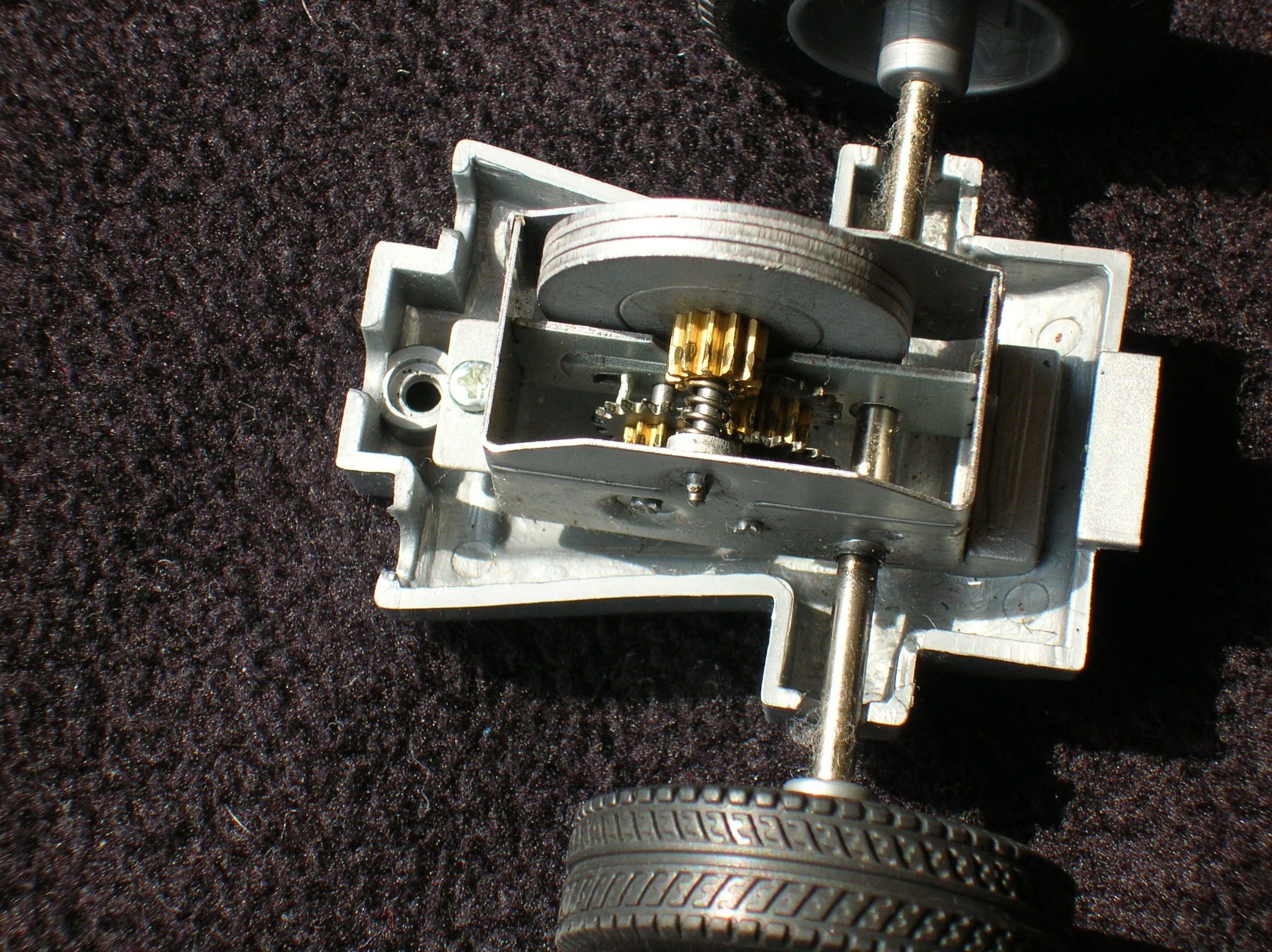
Friktionsmotor

Der Friktionsmotor, eigentlich ein Schwungradmotor, ist ein robust, einfach und kostengünstig herstellbarer kleiner mechanischer Motor, der vorzugsweise in Spielzeugen wie Autos, Eisenbahnen und Ähnlichem verwendet wird. Das Wort „Friktion“ kommt aus dem Lateinischen und heißt Reibung; diese Reibung ist zum Aufladen des Motors erforderlich. Dieser Motor enthält im Gegensatz zu den Motoren der Darda-Bahn keinerlei Feder oder Federwerk.
Ein Friktionsmotor besteht im Wesentlichen aus einem Schwungrad und einem Untersetzungsgetriebe. Über die Räder des Spielzeugs, oder über ein in der Mitte liegendes Reibrad mit griffigem Gummi, kann das Schwungrad in Bewegung gesetzt werden und so einen Teil der Anschiebe-Arbeit speichern: das Spielzeug wird angedrückt, an einer Oberfläche angeschoben und so das Schwungrad in Bewegung gesetzt. Lässt man das Spielzeug dann los, so fährt es durch den Schwung des Schwungrades angetrieben weiter, bis die Rotationsenergie des Schwungrades aufgebraucht ist.
Die Untersetzung ist notwendig, weil sich die 
kinetische Energie des Schwungrades aus dessen Masse und der Drehzahl zum Quadrat ergibt, und es deshalb im Wesentlichen durch Steigern seiner Drehzahl Energie speichert.
Je größer und schwerer das Schwungrad, desto schwerer ist das Spielzeug anzuschieben, aber desto weiter kann es bei gleicher Anfangsgeschwindigkeit fahren. Je größer das Schwungrad ist, desto mehr Energie kann es speichern.
Das Schwungrad ist über das Getriebe fest mit dem Rad verbunden. Es gibt keine Kupplung und meist auch keinen Freilauf.